# Ludwig Waidacher junior
Ludwig "Lutta" Waidacher junior (* 22. August 1960 in Arosa) ist ein ehemaliger Schweizer Eishockeyspieler.

## Leben und Karriere
Der in Arosa aufgewachsene Ludwig Waidacher durchlief seine Juniorenkarriere beim EHC Arosa. Auf die Saison 1979/80 hin wurde er als Verteidiger in die erste Mannschaft berufen, mit der er sogleich Schweizer Meister wurde. 1980 nahm er für die Schweiz an den U20-Weltmeisterschaften teil. 1980/81 wurde er mit dem EHC Arosa Zweiter der Schweizer Meisterschaft. Zur Saison 1981/82 hin wechselte Waidacher aus studienbezogenen Gründen in die Nationalliga B zum Zürcher SC, mit dem er sportlich durchzogene Zeiten erlebte.
Nach seiner aktiven Karriere als Eishockeyspieler kehrte Waidacher zusammen mit seiner Frau Beatrice nach Arosa zurück, wo er im elterlichen Gebäudetechnik-Betrieb einstieg und das Amt des TK-Chefs in seinem Stammklub übernahm. Diesem stand beziehungsweise steht er von 1998 bis 2006 und seit Ende 2012 als Präsident vor. Daneben war er für die FDP zeitweise Mitglied des örtlichen Gemeinderats. Seit 2010 ist er Mitglied des Bündner Grossen Rats. Am 25. November 2012 wurde Waidacher ins Parlament der neuen Grossgemeinde Arosa gewählt. Bei dessen konstituierender Sitzung vom 24. Januar 2013 bestimmte ihn das Plenum für die Dauer von einem Jahr zum ersten Parlamentspräsidenten.
Ludwig Waidacher ist Vater von acht Kindern, die allesamt Eishockey spielen oder spielten, darunter Monika, Nina und Isabel Waidacher. Sein Vater war Ludwig Waidacher senior.